# باري (فيرمونت)
باري (بالإنجليزية: Barre (city), Vermont)‏ هي مدينة تقع في الولايات المتحدة في Washington County. يقدر عدد سكانها بـ 9,052 نسمة ومساحتها 10.4 كم2 وترتفع عن سطح البحر 186 متر.

## التركيبة السكانية
حدّد مكتب تعداد الولايات المتحدة بيانات التركيبة السكانية لباري في تعداد الولايات المتحدة. في ما يلي، التركيبة السكانية حسب تعدادي 2000 و2010.

### تعداد عام 2000
بلغ عدد سكان باري 9,291 نسمة بحسب تعداد عام 2000، وبلغ عدد الأسر 4,220 أسرة وعدد العائلات 2,253 عائلة مقيمة في المدينة. في حين سجلت الكثافة السكانية 901.2 نسمة لكل كيلومتر مربع (2,334.1/ميل2). وبلغ عدد الوحدات السكنية 4,477 وحدة بمتوسط كثافة قدره 434.2 لكل كيلومتر مربع (1,124.6/ميل2).
وتوزع التركيب العرقي للمدينة بنسبة 97.40% من البيض و0.48% من الأمريكيين الأفارقة و0.38% من الأمريكيين الأصليين و0.52% من الأمريكيين ذوي الأصول الآسيوية و0.01% من سكان جزر المحيط الهادئ و0.32% من الأعراق الأخرى و0.89% من عرقين مختلطين أو أكثر و1.68% من الهسبانيون أو اللاتينيون من أي عرق.
بلغ عدد الأسر 4,220 أسرة كانت نسبة 28.2% منها لديها أطفال تحت سن الثامنة عشر تعيش معهم، وبلغت نسبة الأزواج القاطنين مع بعضهم البعض 37% من أصل المجموع الكلي للأسر، ونسبة 12.3% من الأسر كان لديها معيلات من الإناث دون وجود شريك، بينما كانت نسبة 4.1% من الأسر لديها معيلون من الذكور دون وجود شريكة وكانت نسبة 46.6% من غير العائلات. تألفت نسبة 39.2% من أصل جميع الأسر من عدة أفراد يعيشون في نفس المنزل ونسبة 16% كانت تتألف من شخص يعيش بمفرده يبلغ من العمر 65 عاماً أو أكثر. وبلغ متوسط حجم الأسرة المعيشية 2.14، أما متوسط حجم العائلات فبلغ 2.86.
بلغ العمر الوسطي للسكان 38.3 عاماً. وكانت نسبة 22.4% من القاطنين تحت سن الثامنة عشر، وكانت نسبة 7.9% بين الثامنة عشر والرابعة والعشرين عاماً، ونسبة 29.4% كانت واقعةً في الفئة العمرية ما بين الخامسة والعشرين والرابعة والأربعين عاماً، ونسبة 21.6% كانت ما بين الخامسة والأربعين والرابعة والستين، ونسبة 15.9% كانت ضمن فئة الخامسة والستين عاماً فما فوق. يوجد لكل 100 أنثى 88.3 ذكر، ويوجد لكل 100 أنثى في الثامنة عشر من عمرها فما فوق 84.8 ذكر.
بلغ متوسط دخل الأسرة في المدينة 30,393 دولارًا، أما متوسط دخل العائلة فبلغ 42,660 دولارًا. وكان متوسط دخل الذكور 33,175 دولارًا مقابل 24,319 دولارًا للإناث. وسجل دخل الفرد الخاص بالمدينة 18,724 دولارًا. وكانت نسبة 9.9% من العائلات ونسبة 13% من السكان تحت خط الفقر، وكان من هؤلاء نسبة 18.1% تحت سن الثامنة عشر ونسبة 12.6% في الخامسة والستين من العمر وما فوق.

### تعداد عام 2010
بلغ عدد سكان باري 9,052 نسمة بحسب تعداد عام 2010، وبلغ عدد الأسر 4,137 أسرة وعدد العائلات 2,173 عائلة مقيمة في المدينة. في حين سجلت الكثافة السكانية 878 نسمة لكل كيلومتر مربع (2,274.0/ميل2). وبلغ عدد الوحدات السكنية 4,504 وحدة بمتوسط كثافة قدره 436.9 لكل كيلومتر مربع (1,131.6/ميل2).
وتوزع التركيب العرقي للمدينة بنسبة 95.25% من البيض و1.29% من الأمريكيين الأفارقة و0.22% من الأمريكيين الأصليين و0.85% من الأمريكيين ذوي الأصول الآسيوية و0.01% من سكان جزر المحيط الهادئ و0.35% من الأعراق الأخرى و2.02% من عرقين مختلطين أو أكثر و2.34% من الهسبانيون أو اللاتينيون من أي عرق.
بلغ عدد الأسر 4,137 أسرة كانت نسبة 27.1% منها لديها أطفال تحت سن الثامنة عشر تعيش معهم، وبلغت نسبة الأزواج القاطنين مع بعضهم البعض 32.1% من أصل المجموع الكلي للأسر، ونسبة 15.2% من الأسر كان لديها معيلات من الإناث دون وجود شريك، بينما كانت نسبة 5.2% من الأسر لديها معيلون من الذكور دون وجود شريكة وكانت نسبة 47.5% من غير العائلات. تألفت نسبة 38.8% من أصل جميع الأسر من عدة أفراد يعيشون في نفس المنزل ونسبة 13.9% كانت تتألف من شخص يعيش بمفرده يبلغ من العمر 65 عاماً أو أكثر. وبلغ متوسط حجم الأسرة المعيشية 2.14، أما متوسط حجم العائلات فبلغ 2.82.
بلغ العمر الوسطي للسكان 39.8 عاماً. وكانت نسبة 22% من القاطنين تحت سن الثامنة عشر، وكانت نسبة 9.2% بين الثامنة عشر والرابعة والعشرين عاماً، ونسبة 26.2% كانت واقعةً في الفئة العمرية ما بين الخامسة والعشرين والرابعة والأربعين عاماً، ونسبة 27.2% كانت ما بين الخامسة والأربعين والرابعة والستين، ونسبة 15.4% كانت ضمن فئة الخامسة والستين عاماً فما فوق. وتوزع التركيب الجنسي للسكان بنسبة 47.6% ذكور و52.4% إناث.

## المناخ
يظهر الجدول التالي التغييرات المناخية على مدار السنة لباري:
| البيانات المناخية لـباري           | البيانات المناخية لـباري | البيانات المناخية لـباري | البيانات المناخية لـباري | البيانات المناخية لـباري | البيانات المناخية لـباري | البيانات المناخية لـباري | البيانات المناخية لـباري | البيانات المناخية لـباري | البيانات المناخية لـباري | البيانات المناخية لـباري | البيانات المناخية لـباري | البيانات المناخية لـباري | البيانات المناخية لـباري |
| الشهر                              | يناير                    | فبراير                   | مارس                     | أبريل                    | مايو                     | يونيو                    | يوليو                    | أغسطس                    | سبتمبر                   | أكتوبر                   | نوفمبر                   | ديسمبر                   | المعدل السنوي            |
| ---------------------------------- | ------------------------ | ------------------------ | ------------------------ | ------------------------ | ------------------------ | ------------------------ | ------------------------ | ------------------------ | ------------------------ | ------------------------ | ------------------------ | ------------------------ | ------------------------ |
| متوسط درجة الحرارة الكبرى °ف (°م)  | 25.7 (−3.5)              | 29.7 (−1.3)              | 38.3 (3.5)               | 52.6 (11.4)              | 65.1 (18.4)              | 73.8 (23.2)              | 78.0 (25.6)              | 76.1 (24.5)              | 68.1 (20.1)              | 55.6 (13.1)              | 43.1 (6.2)               | 31.0 (−0.6)              | 53.1 (11.7)              |
| متوسط درجة الحرارة الصغرى °ف (°م)  | 7.4 (−13.7)              | 9.9 (−12.3)              | 19.3 (−7.1)              | 32.0 (0.0)               | 42.3 (5.7)               | 51.7 (10.9)              | 56.0 (13.3)              | 54.3 (12.4)              | 46.5 (8.1)               | 35.6 (2.0)               | 27.3 (−2.6)              | 14.8 (−9.6)              | 33.1 (0.6)               |
| الهطول إنش (مم)                    | 2.17 (55)                | 2.03 (52)                | 2.38 (60)                | 2.65 (67)                | 3.37 (86)                | 3.68 (93)                | 3.80 (97)                | 4.02 (102)               | 3.26 (83)                | 3.46 (88)                | 3.12 (79)                | 2.67 (68)                | 36.61 (930)              |
| متوسط تساقط الثلوج إنش (سم)        | 20.4 (52)                | 15.9 (40)                | 14.2 (36)                | 4.6 (12)                 | 0 (0)                    | 0 (0)                    | 0 (0)                    | 0 (0)                    | 0 (0)                    | .8 (2.0)                 | 8.0 (20)                 | 18.1 (46)                | 82 (208)                 |
| متوسط أيام هطول الأمطار (≥ .01 in) | 12.8                     | 11.3                     | 11.5                     | 12.5                     | 12.8                     | 12.7                     | 12.1                     | 12.1                     | 10.6                     | 11.9                     | 14.0                     | 14.3                     | 148.6                    |
| متوسط الأيام المثلجة (≥ .1 in)     | 10.8                     | 8.4                      | 6.6                      | 3.1                      | 0                        | 0                        | 0                        | 0                        | 0                        | .8                       | 5.1                      | 10.4                     | 45.2                     |
| المصدر: NOAA                       |                          |                          |                          |                          |                          |                          |                          |                          |                          |                          |                          |                          |                          |

## أعلام
- مايك هولاند
- ينغ فيربو
- نورمان أندرسون
- ويندل فيليبس ستافورد